# Робска река
Робска река (на английски: Slave River) е река в северната част на Канада, провинция Албърта и Северозападните канадски територии. Дължината ѝ от 415 km ѝ отрежда 86-о място сред реките на Канада. По площ на водосборния си басейн Робска река заема 4-то в Канада след водосборните басейни на реките Маккензи, Сейнт Лорънс и Нелсън.
Реката изтича от западния ъгъл на езерото Атабаска, недалеч от градчето Форт Чипевайн и се насочва на север. След около 40 км получава отляво най-големия си приток река Пийс, която е близо 5 пъти по дълга от нея, продължава в северна посока до градчето Форт Смит, където напуска провинция Албърта и навлиза в Северозападните канадски територии. От там Робска река тече отново на север с лек уклон на запад и недалеч от градчето Форт Резолюшън, чрез обширна делта се влива в южната част на Голямото Робско езеро.
Площта на водосборния басейн на реката е 616 400 km2, който представлява 62,6% от площта на водосборния басейн на Голямото Робско езеро и 34,1% от водосборния басейн на река Маккензи.
Освен голямата река Пийс, която се влива в нея отляво Робска река няма други големи притоци с изключение на река Солт Ривър, вливаща се в нея отляво при селището Солт Ривър.
Многогодишният среден дебит в устието на реката е огромен – 3414 m3/s. Максималният отток на Робска река е през май и юни и достига до 7930 m3/s, а минималният е през февруари – 543 m3/s. От октомври до май реката е скована от ледена покривка. Плавателна е по цялото си протежение през летния сезон.
По течението на реката са разположени само четири малки селища – едно в провинция Албърта и три в Северозападните канадски територии:
- Форт Фицджералд (10 жители, провинция Албърта)
- Форт Смит (2496 жители, СЗТ)
- Сол Ривър (СЗТ)
- Форт Резолюшън (484 жители, СЗТ)

Реката е открита в края на 1770-те години от търговски агенти на компанията „Хъдсън Бей“, търгуваща с ценни животински кожи.
Цялото течение на Робска река за първи път е топографски заснето и точно картирано през 1790-1792 г. от топографът на същата компания по това време Филип Търнър .
Названието на реката на български език възниква вероятно в превод от руски в резултат на недоразумение. Около реката в продължение на стотици години обитава индианското племе слейви (Slavey), названието на което по погрешка е отъждествено с английската дума Slave (роб, робско), в резултата на което и името на реката се превежда на различни езици в света като „робско“. Индианското племе слейви наброява около 10 000 души и обитава големи територии в Северна Канада. Аналогична объркване е станало и наименованието на Голямото Робско езеро.